# Villa Garnier
Villa Garnier är en enskild återvändsgata i Quartier Necker i Paris femtonde arrondissement. Gatan är uppkallad efter en viss monsieur Garnier, som ägde den mark, på vilken gatan anlades. Villa Garnier börjar vid Rue Falguière 1 och Rue de Vaugirard 131.

## Omgivningar
- Saint-Jean-Baptiste-de-La-Salle
- Chapelle Saint-Bernard-de-Montparnasse
- Chapelle Notre-Dame-du-Lys
- Impasse de l'Enfant-Jésus
- Impasse Ronsin
- Rue Dalou
- Rue Dulac
- Villa Gabriel
- Rue Nicolas-Charlet

## Bilder
| - Saint-Jean-Baptiste-de-La-Salle. - Chapelle Saint-Bernard-de-Montparnasse. |

## Kommunikationer
- Tunnelbana – linje  – Falguière
- Busshållplats Gare Montparnasse – Paris bussnät

### Webbkällor
- ”Villa Garnier”. Mairie de Paris. https://web.archive.org/web/20160303214802/http://www.v2asp.paris.fr/commun/v2asp/v2/nomenclature_voies/Voieactu/3963.nom.htm. Läst 5 december 2023.
- ”Villa Garnier (15ème arrondissement)”. Les rues de Paris. https://web.archive.org/web/20160409001940/http://www.parisrues.com/rues15/paris-15-villa-garnier.html. Läst 5 december 2023.